# Hütteldorfer Friedhof

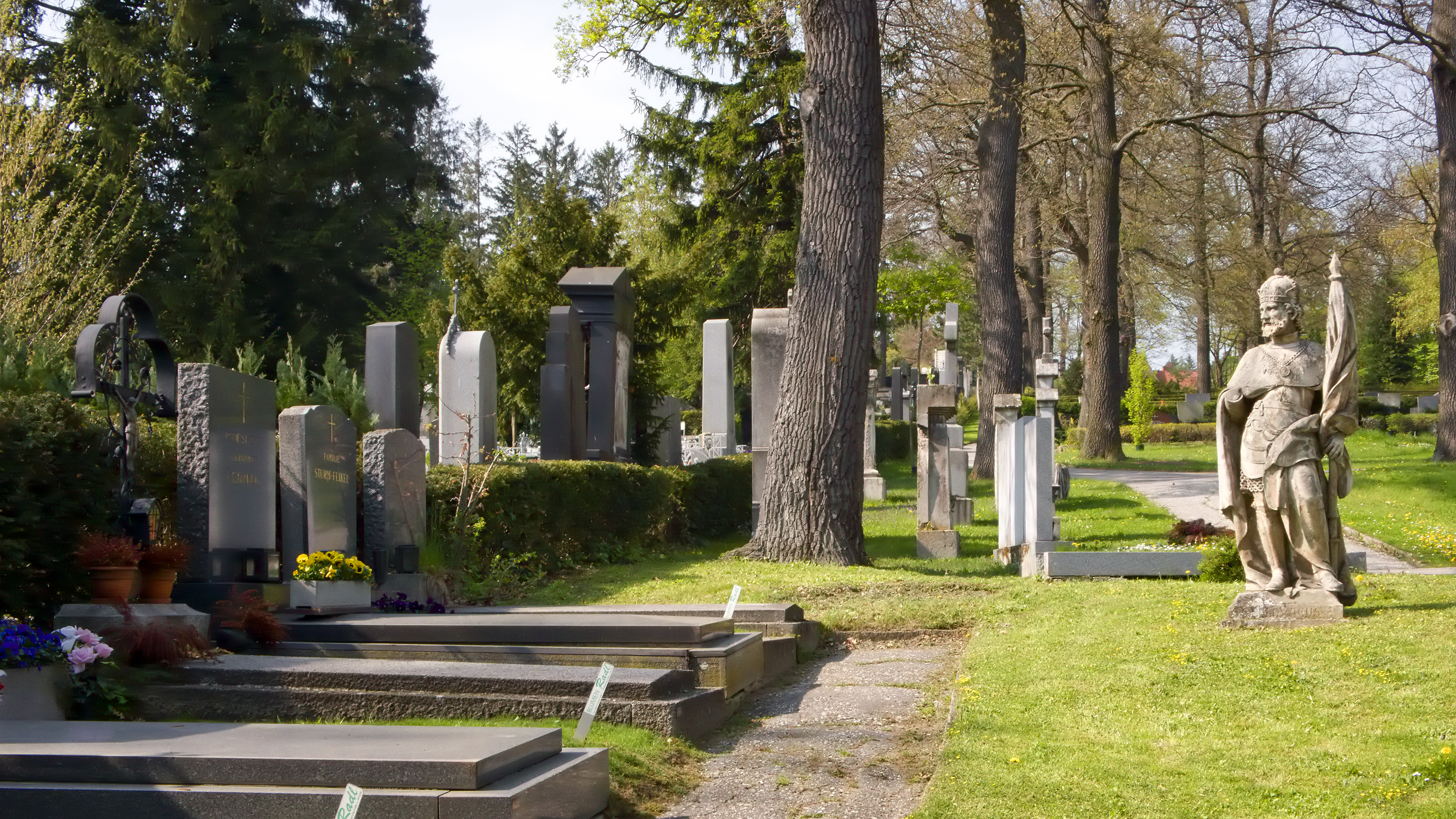
Hütteldorfer Friedhof

Der Hütteldorfer Friedhof ist ein Friedhof im 14. Wiener Gemeindebezirk Penzing.

## Lage
Der Hütteldorfer Friedhof liegt im Süden des Bezirks Penzing im westlichen Bezirksteil Hütteldorf, am Rand des historischen Ortes, in unmittelbarer Nähe der 1892–1938 gegebenen westlichen Stadtgrenze Wiens (Samptwandnergasse 6). Er befindet sich in einem locker verbauten Wohngebiet mit hohem Grünanteil nördlich der Linzer Straße am Osthang des 268 m hohen Bierhäuselberges. Der Friedhof umfasst eine Fläche von 49.510 m² und 4.652 Grabstellen.

## Geschichte

### Alter Friedhof
Die urkundlich 1356 erwähnte, gotische Hütteldorfer Pfarrkirche Ecke Bergmillergasse / Stockhammerngasse (südlich der Linzer Straße) war wie alle Pfarrkirchen dieser Zeit von einem ummauerten Friedhof umgeben. Um 1810 wurde der Friedhof für Neubelegungen gesperrt. 1887 ließ man mit dem Abbruch der alten Pfarrkirche auch den alten Hütteldorfer Friedhof auf. Auf dem Grundstück befindet sich heute ein Bürogebäude.
Neben dem Friedhof bestand weiter westlich, weit außerhalb des damaligen Dorfes, ein Pestfriedhof, der 1713 die Leichen der pesttoten Gemeindemitglieder aufnahm. Er befand sich nahe einer Ziegelei bei der Linzer Straße 460 und 462.

### Neuer Friedhof

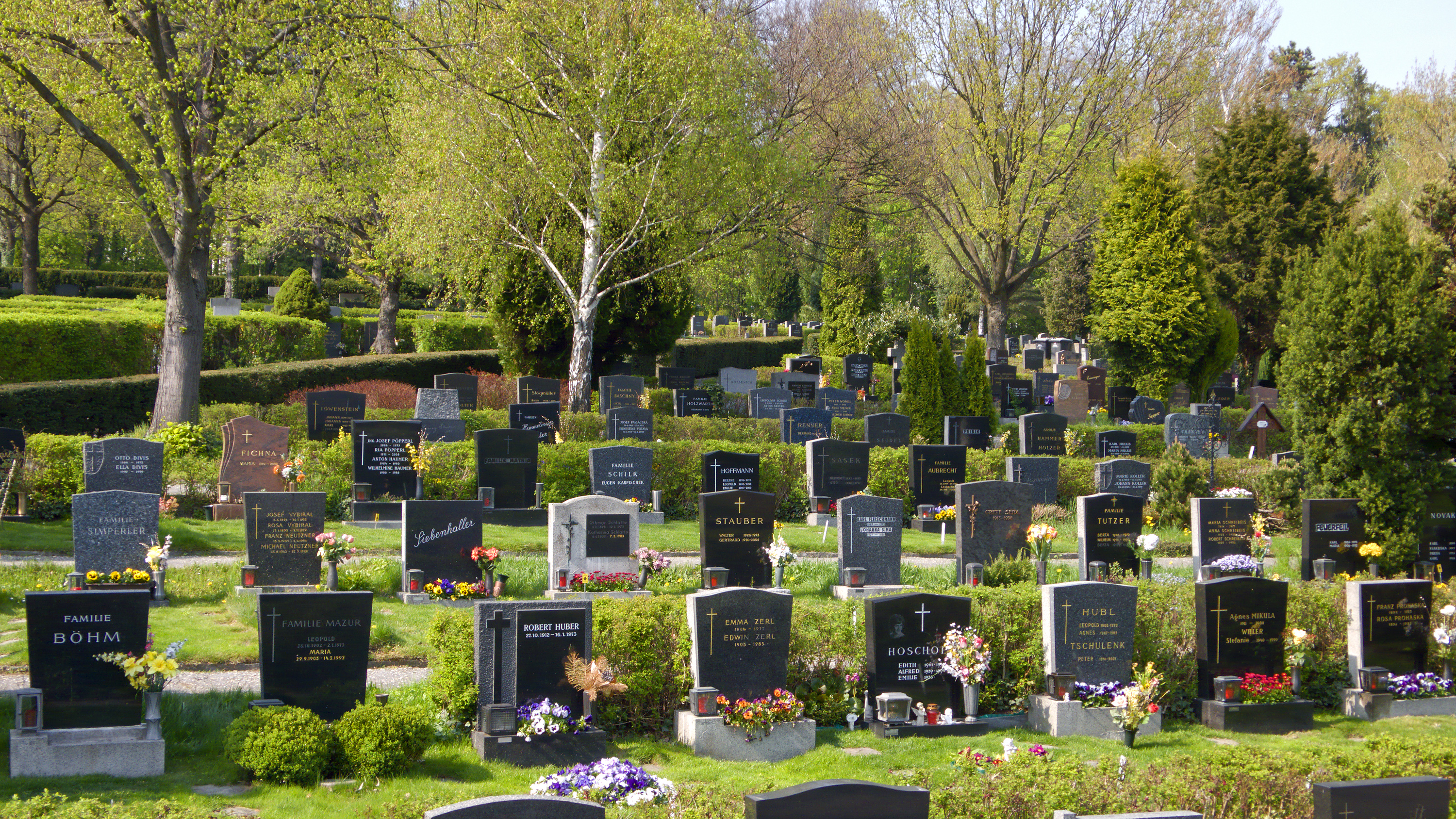
Hütteldorfer Friedhof heute

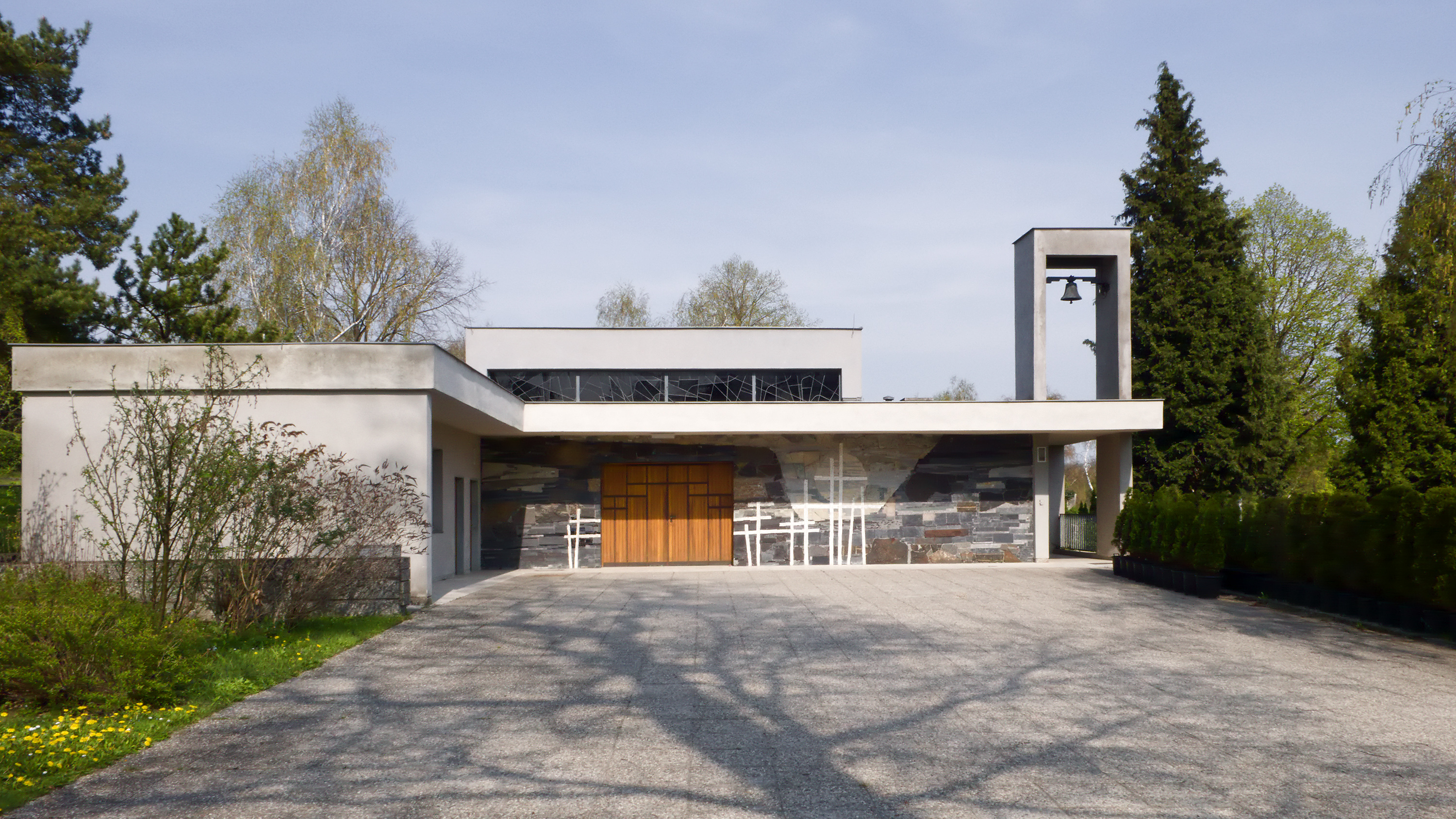
Aufbahrungshalle

Mit der Belegungssperre des alten Friedhofs wurde 1811 von der Pfarre am westlichen Ortsende von Hütteldorf ein neuer Friedhof angelegt. (Erweiterungen fanden 1875, 1895, 1954, 1965 und 1972 statt.) 1875 wurde der Friedhof im Bereich des Hauptportals mit einer Mauer und an den übrigen Seiten mit Planken eingefriedet.
1878 trat die Pfarre den Friedhof im „Vergleichswege“ an die Gemeinde Hütteldorf ab. Knapp außerhalb des Friedhofs befand sich die Wohnung des Totengräbers, an die 1889 eine neue Leichenkammer angebaut wurde. 1891 wurden im Zuge der Eingemeindung der Vororte nach Wien, die am 1. Jänner 1892 wirksam wurde, Friedhofrayons gebildet und die neuen Stadtteile Hütteldorf und Auhof (dieser ohne den erst 1938 eingemeindeten Teil des Auhofareals in Hadersdorf-Weidlingau) dem Hütteldorfer Friedhof zugewiesen. Die Einfriedung der westlichen und östlichen Friedhofsgrenze mit einer Mauer wurde in den 1890er Jahren umgesetzt.
1895 wurde der Friedhof neuerlich erweitert, umfasste 1905 jedoch erst ein Viertel des heutigen Areals. Da damals keine Erweiterungsflächen zur Verfügung standen, genehmigte der Wiener Stadtrat 1907 die Errichtung eines Waldfriedhofs im Gemeindewald im Stile deutscher Städte wie München oder Hamburg. Der Waldfriedhof sollte unmittelbar an den bestehenden Friedhof anschließen und der gesamten Stadt Wien zur Verfügung stehen. Gleichzeitig sollte sich für den Hütteldorfer Friedhof eine entsprechend große Erweiterungsfläche anschließen. Die Errichtung des Waldfriedhofs wurde 1911 genehmigt, 1912 erfolgte die ersten Baumaßnahmen. Der Ausbruch des Ersten Weltkriegs verhinderte jedoch die Umsetzung der geplanten Maßnahmen. Die unter Brennstoffmangel leidende Bevölkerung begann die Waldbestände des Bierhäuselberges zu roden und errichtete nach dem Krieg auf der gerodeten Fläche eine wilde Siedlung. 1920 wurde den Friedhofsbediensteten ein Grundstück auf dem geplanten Waldfriedhof zur Errichtung eines Gemüsegartens überlassen.
In der Zwischenkriegszeit war die Auflassung des Hütteldorfer Friedhofs vorgesehen, da sich seine Umgebung immer mehr in ein Wohngebiet verwandelt hatte. Daher wurde auf die neuerliche Erweiterung des Friedhofs zunächst verzichtet. Trotzdem ließ man den am heutigen Friedhofseingang gelegenen Aufbahrungsraum 1928 vergrößert. 1937 folgte der Einbau eines Altars in dieses Gebäude, der 1938 mit einem Kreuz und einer Glocke geweiht wurde. 1948 bis 1951 folgten verschiedene Instandsetzungsmaßnahmen, zudem wurden in den älteren Gräberfeldern Neubelegungen ermöglicht. Nachdem 1953 ein neues Friedhofskreuz errichtet worden war, konnte 1954 der Friedhof doch erweitert werden. Die letzte Erweiterung des Friedhofs erfolgte 1972, als die Stadt dazu Grundstücke im Ausmaß von 23.446 m² ankaufen konnte.
Am 3. Juli 1967 war eine neue Aufbahrungshalle geweiht worden. Sie wurde nach den Plänen des Architekten Josef Strelec, der damals quasi „Friedhofsarchitekt“ der Stadtverwaltung war, errichtet. Der Innenraum wurde von Erich Boltenstern gestaltet. Das Mosaik in der Apsis wurde von Hermann Bauch entworfen. 1973 / 1974 wurde nach Boltenstern-Plänen die Aufbahrungshalle erweitert; der Flügelaltar stammt von Hans Robert Pippal.

## Grabstätten bedeutender Persönlichkeiten

### Ehrenhalber gewidmete Gräber
Der Hütteldorfer Friedhof weist zwölf ehrenhalber gewidmete Gräber auf.
| Name                        | Lebensdaten | Tätigkeit                                                           |
| --------------------------- | ----------- | ------------------------------------------------------------------- |
| Familie Artaria             |             | Verlagsinhaber und Kunsthändler                                     |
| Heinrich Förster            | 1832–1889   | Architekt und Stadtbaumeister                                       |
| Peter Johann Nepomuk Geiger | 1805–1880   | Maler, Professor an der Akademie der bildenden Künste               |
| Karl Grell                  | 1925–2003   | Komponist und Dirigent                                              |
| Anton Haus                  | 1851–1917   | Großadmiral, k.u.k. Marinekommandant                                |
| Anton Hueber                | 1861–1935   | Gewerkschaftsführer und Politiker                                   |
| Wolfgang Koos               | 1930–2000   | Neurochirurg                                                        |
| Max Kurzweil                | 1867–1916   | Maler und Grafiker des Jugendstils                                  |
| Anton Lampa                 | 1868–1938   | Physiker                                                            |
| Karl Mihatsch               | 1826–1910   | Baurat                                                              |
| Hermann Stockhammern        | 1790–1858   | k. k. Kämmerer, Stifter des Hütteldorfer Armenhauses                |
| Valentin von Streffleur     | 1808–1870   | Lehrer von Franz Joseph I., Sektionschef im Reichskriegsministerium |
| Karl Wollek                 | 1862–1936   | Akademischer Bildhauer, Medailleur                                  |

### Gräber weiterer Persönlichkeiten
Weitere bedeutende Persönlichkeiten, die am Hütteldorfer Friedhof begraben sind oder waren (die Grabstellen einiger Persönlichkeiten wurden aufgelassen und ihre Überreste auf andere Friedhöfe überführt):
| Name                                                   | Lebensdaten | Tätigkeit                                                                                                  |
| ------------------------------------------------------ | ----------- | --- |
| Leopold Bauer                                          | 1872–1938   | Architekt                                                                                                  |
| Hans Bayer                                             | 1903–1965   | Wirtschafts- und Sozialwissenschaftler                                                                     |
| Ignaz Franz Castelli                                   | 1781–1862   | Schriftsteller; verlegt auf den Zentralfriedhof (Ehrengrab, Gruppe 0, Reihe 1, Nummer 18)                  |
| August Dehne                                           | 1796–1875   | Hofzuckerbäcker, verkaufte seine Konditorei an Christoph Demel                                             |
| Helmuth Froschauer                                     | 1933–2019   | Dirigent                                                                                                   |
| Ernst Fuchs                                            | 1930–2015   | Maler |
| Karl Grell                                             | 1925–2003   | Komponist, Arrangeur und Dirigent                                                                          |
| Balduin Groller                                        | 1848–1916   | Journalist                                                                                                 |
| Friedrich Halm                                         | 1806–1871   | Dichter; verlegt auf den Zentralfriedhof (Ehrengrab, Gruppe 0, Reihe 1, Nummer 100)                        |
| Johann Hartmann                                        | 1871–1948   | Politiker (Grab aufgelassen)                                                                               |
| Hugo Hassinger                                         | 1877–1952   | Geograph (Grab aufgelassen)                                                                                |
| Olga Hatzinger                                         | 1876–1967   | Schriftstellerin (Grab aufgelassen)                                                                        |
| Karl Sigmund von Hohenwart                             | 1824–1899   | Staatsmann                                                                                                 |
| Rudolf Freiherr von Isbary                             | 1827–1892   | Industrieller, Abgeordneter zum Reichsrat, Präsident der Wiener Handelskammer                              |
| Richard Jeitteles                                      | 1839–1909   | Generaldirektor der Kaiser Ferdinands-Nordbahn, Mitglied des Herrenhauses des österreichischen Reichsrates |
| Hilda Jesser-Schmid                                    | 1894–1985   | Malerin |
| Heinrich Krause                                        | 1885–1983   | Maler |
| Heimo Kuchling                                         | 1917–2013   | Kunsttheoretiker                                                                                           |
| Franz Eduard Kühnel                                    | 1942–2019   | Politiker                                                                                                  |
| Max Kurzweil                                           | 1867–1916   | Maler |
| Eugen Guido Lammer                                     | 1863–1945   | Alpinist und Schriftsteller                                                                                |
| Paul Ludwik                                            | 1878–1934   | Techniker und Wissenschafter                                                                               |
| Siegfried Marcus                                       | 1831–1898   | Mechaniker und Erfinder; verlegt auf den Zentralfriedhof (Ehrengrab Gruppe 0, Reihe 1, Nummer 101)         |
| Heinrich Micko                                         | 1899–1969   | Heimatdichter                                                                                              |
| Vinzenz von Miller zu Aichholz                         | 1827–1913   | Industrieller, Kunstmäzen, Mitglied des Herrenhauses des österreichischen Reichsrates                      |
| Gottfried Mraz                                         | 1935–2010   | Historiker und Archivar                                                                                    |
| Elisabeth Petznek, geb. Elisabeth Marie von Österreich | 1883–1963   | Tochter von Kronprinz Rudolf, die „rote Erzherzogin“                                                       |
| Leopold Petznek                                        | 1881–1956   | Politiker                                                                                                  |
| Harald Reisenberger                                    | 1957–2009   | Politiker                                                                                                  |
| Raoul Retzer                                           | 1919–1974   | Schauspieler                                                                                               |
| Gottfried Roth                                         | 1923–2006   | Mediziner                                                                                                  |
| Ludwig Spängler                                        | 1865–1938   | Eisenbahningenieur                                                                                         |
| Karl Sterrer                                           | 1885–1972   | Maler |
| Johann Sturany                                         | 1831–1912   | Baumeister (Grab aufgelassen)                                                                              |
| Rudolf Sturany                                         | 1867–1935   | Malakologe (Grab aufgelassen)                                                                              |
| Leopold Werner                                         | 1905–1977   | Jurist |
| Josephine Wessely                                      | 1860–1887   | k. k. Hofschauspielerin                                                                                    |
| Hans Wieseneder                                        | 1906–1993   | Geologe |